# 高岡凡太郎
高岡 凡太郎（たかおか ぼんたろう、1950年 - ）は、日本の漫画家。愛媛県出身。本名：高岡正夫。

## 来歴・人物
1969年に愛媛県立野村高等学校を卒業後、上京し1971年『ガキすて山』で第2回手塚賞準入選、同作でデビュー（高岡正夫名義）。その後も1972年に『クーソー部落』で第3回手塚賞佳作入選している。
主に、日本プロ野球関係の4コマ漫画などを執筆。1980年代から日刊スポーツ大阪本社発行版（以下、日刊スポーツ大阪版）や週刊ベースボールで連載。日刊スポーツ大阪版については、発行所の関係から、阪神タイガースをはじめとした関西地方の球団をネタに扱っている。
1985年、阪神がリーグ優勝した時に発行された『別冊週刊ベースボール』秋季号「タイガース優勝」の取材で、自身は近鉄バファローズファンであるが、阪神を追っていくうちに阪神への愛着もわいてきたことを明らかにしている。
プロ野球関係以外では、自身の娘の子育てをつづった育児コミック『ムスメ日記』という4コマを発表している。

## 作品リスト
- ハーロー男・江夏くん

1980年4月、清山社発行。当時清山社が発行していた「野球コミック」シリーズ第8巻として発行された。高岡含む複数著者の江夏豊（当時広島東洋カープ投手）を主人公とした漫画を集めた単行本。単行本としての著者名義（共有筆名）は、「ドージャ」。
- だいじょうビ!?マニエルおじさん

1980年7月、清山社より発行された、「野球コミック」シリーズの第13巻。チャーリー・マニエル（当時近鉄バファローズ外野手）を主人公とした漫画を収録。
- コウフンしてよ!?江川君

1981年1月、清山社より発行された、「野球コミック」シリーズの一冊。江川卓（当時読売ジャイアンツ投手）を主人公とした漫画を収録。
- 一発ギャグ転→一発大ギャグ転

1980年から日刊スポーツ大阪版で連載の作品。1985年に日刊スポーツ事業の「Nikkan books」レーベルで、2月は『プロ野球漫画'84 一発ギャグ転（一発ギャグ転 プロ野球漫画'84）』（書籍コード：ISBN 4817200766）、12月は『おニャン虎タイガース プロ野球漫画』（書籍コード：ISBN 4817200863）として、それぞれ連載をまとめた単行本が発行された。
- ギャグ漫画<一発ギャグ転>

1984年2月6日号から同年途中に週刊ベースボールで連載。アオシマ・チュウジ（アオシマチュウジ）と担当。
- 乱セ下剋上

1984年途中から同年11月途中発行分まで週刊ベースボールで連載。セントラル・リーグを題材とした。
- ホイホイ球人案内

1984年11月途中発行分から1986年4月28日号まで週刊ベースボールで連載。
- 巨人―阪神「笑待席」

1986年5月5日号から12月8日号までに週刊ベースボールで連載。やくみつると共同で担当。
- OH!OH!嵐パ

1986年12月15日号から2001年初め頃まで週刊ベースボールで連載。パシフィック・リーグを題材とした漫画（1号に2本の4コマを掲載）。セントラル・リーグを題材とした『やくみつるのセ相冗談』（同号連載開始。当初は『セ相冗談』）と並行する形で連載していた。
- ムスメ日記

竹書房の漫画雑誌で連載された作品（上記参照）。1990年から1992年にかけて、同社の「バンブー・コミックス」レーベルで単行本が全5巻発行された。
- 第1巻（1990年7月発行。書籍コード：ISBN 4884754581）
- 第2巻（1990年8月発行。書籍コード：ISBN 4884754638）
- 第3巻（1991年10月発行。書籍コード：ISBN 4884755340）
- 第4巻（1991年11月発行。書籍コード：ISBN 4884755359）
- 第5巻（1992年8月発行。書籍コード：ISBN 4884755979）

- トラボレ2003

2003年10月14日竹書房から発売の漫画雑誌『まんがパロ野球ニュース号外まるごと阪神Vスペシャル』（『近代麻雀』11月14日増刊号）で掲載された、阪神の4コマ漫画。